# Sondersbach
Sondersbach ist ein Ortsteil von Reichenbach, einem Stadtteil von Gengenbach im Ortenaukreis in Baden-Württemberg.

## Geografie
Sondersbach liegt in einem Seitental des vorderen Kinzigtals im Mittleren Schwarzwald, hinter dem Ortskern von Reichenbach östlich von Gengenbach. Die Ortschaft zieht sich vom Reichenbacher Ortskern Richtung Westen ins Sondersbachtal hinein. Aufgrund der baulichen Struktur gibt es in Sondersbach keinen Dorfmittelpunkt. Das Dorf setzt sich aus Weilern und Einzelhöfen zusammen. Benannt ist die Ortschaft nach dem Sondersbach, der durch das Tal fließt und später in den Reichenbach mündet. Das Sondersbachtal ist rund 4,5 Kilometer lang.

### Flurnamen
Rebacker, Roßmatt, Spitzwinkelbrunnen, Harzhütte, Gerstenacker, Rennhalde, Heidengraben, Lehdobel, Schwandeck, Stockacker

## Geschichte
Erstmals wurde Schwärzenbach 1400 Sundirstonbach erwähnt, dann 1423 als Hündirstenbach erwähnt, im 16. Jahrhundert als Sündirstenbach und Sundersbach, 1515 als Suenderstenpach und ab dem 17. Jahrhundert Sondersbach. Der Name bedeutet „südlichster Bach“ (mhd. sunt „Süden“). Ausgehend vom Gengenbacher Kloster wurde der Sondersbach gerodet und Bauernhöfe zur Versorgung der Mönche gebaut.
Mit der Unabhängigkeit Reichenbachs von Gengenbach, wurde auch Sondersbach als Ortsteil von Reichenbach 1803 unabhängig. 1821 wurde der kleine Mooshof erbaut. 1965 übernahm die Gengenbacher Bürgergarde den Hof als Vereinsheim. Mit der Gemeindereform wurde Reichenbach am 1. Januar 1975 nach Gengenbach eingemeindet und somit gehört Sondersbach als Ortsteil von Reichenbach seither zu Gengenbach. 1992 wurde der Sondersbach an die Kanalisation der Stadt Gengenbach angeschlossen. 1999 verwüstete der Orkan Lothar viel Waldfläche im Sondersbach. 2007 wurde von einem Jungen im Sondersbacher Wald eine Granate aus dem Zweiten Weltkrieg gefunden.

## Kultur und Sehenswürdigkeiten

### Bauwerke
- Mehrere unter Denkmalschutz stehende Bauernhöfe
- Der kleine und große Mooshof
- Mehrere Bildstöckle verteilt über das Tal

#### Kleiner Mooshof
Der kleine Mooshof wurde 1821 erbaut. Er gehörte lange zum Besitz des Höllhofs im Mittelbachtal und diente als Leibgedinghaus zum Großen Mooshof. Zwischen 1927 und 1964 wechselten die Besitzer des kleinen Mooshofes oft und der Zustand des Hauses verschlechterte sich stark. Im Jahr 1964 fanden die ersten Gespräche über die Nutzung des Hofes als Vereinsheim durch die Gengenbacher Bürgergarde statt. Zu dieser Zeit gab es auch schön Pläne den Hof abzureisen, da er als sanierungsunwürdig galt. Doch die Bürgergarde mietete den Hof 1965 als Vereinsheim, zuvor diente er als Unterkunft für Forstarbeiter. In den folgenden Jahren wurde das Gebäude von den Vereinsmitgliedern in über 2.000 Arbeitsstunden saniert und restauriert. Der alte Stall wurde zum Gesellschaftsraum umfunktioniert und der ehemalige Heuboden diente als Schlafraum, in dem sich alte Stahlrohrbetten aus dem Gengenbacher Spital befanden. Die sanitären Verhältnisse waren sehr schlicht: Ein Plumpsklo auf der Grube und immerhin fliesend kaltes Wasser gab im Haus. In den 80er-Jahren fand dann die zweite Sanierung statt. Dabei wurde unter anderem der Hof geplästert, der Schopf erweitert, ein Toilettengebäude wurde angebaut, eine neue Küche und Elektronik wurde eingebaut und  der Abbruch und Ausbau von Schlafraum und Badezimmer. Bis heute pflegt die Bürgergarde den kleinen Mooshof.

### Naturdenkmäler
Eine Fichte beim Mooshof ist als Naturdenkmal eingetragen.

### Wanderungen
Durch das Gebiet von Sondersbach führen viele ausgeschilderte Wanderwege.

### Regelmäßige Veranstaltungen
- Weinfest auf dem Weingut Huber

## Wirtschaft und Infrastruktur

### Wirtschaft
In Sondersbach gibt es mehrere Ferienwohnungen, Ferienhöfe, Bauernhöfe, Weingüter und Winzerhöfe. Auf dem Sester-Hof gibt es die Möglichkeit in ausgebauten Weinfässern zu übernachten.

### Medien
Im November 2018 wurde auf dem Sondersbacher Winzerhof Sester eine Folge SWR-Sendung Lecker aufs Land gedreht. Diese wurde Anfang 2019 ausgestrahlt. Ebenfalls auf dem Sester-Hof wurde ein Ausschnitt für die Sendung "Kaffee oder Tee" im Juni 2022 gedreht, als über Weinfässer, in denen man schlafen kann, berichtet wurde.